# Men on Call
Pour plus de détails, voir Fiche technique et Distribution.
Men on Call est un film dramatique américain pré-Code de 1931 réalisé par John G. Blystone et écrit par James Kevin McGuinness et Basil Woon. Le film met en vedette Edmund Lowe, Mae Clarke, William Harrigan, Sharon Lynn, Warren Hymer et Ruth Warren. Le film est sorti le 18 janvier 1931 par Fox Film Corporation.